# Liste des cathédrales des Marches
Cet article recense les cathédrales des Marches en Italie.

## Généralités
Les cathédrales érigées dans les Marches sont des édifices de l'Église catholique. Administrativement, la région est couverte par la région ecclésiastique des Marches, qui compte cinq archidiocèses (Ancône-Osimo, Camerino-San Severino Marche, Fermo, Pesaro et Urbino-Urbania-Sant'Angelo in Vado), sept diocèses (Ascoli Piceno, Fabriano-Matelica, Fano-Fossombrone-Cagli-Pergola, Jesi, Macerata, San Benedetto del Tronto-Ripatransone-Montalto et Senigallia) et une prélature territoriale (Lorette).
Au total, les Marches comptent treize cathédrales et quinze cocathédrales. On y dénombre également plusieurs anciennes cathédrales : édifices qui ont par le passé accueilli le siège d'un évêché avant de le perdre.

## Liste

### Cathédrales
| Édifice                              | Commune                  | Province         | Juridiction                                    | Notes                                 | Coordonnées                       | Illus. |
| ------------------------------------ | ------------------------ | ---------------- | ---------------------------------------------- | ------------------------------------- | --------------------------------- | ------ |
| Saint-Cyriaque                       | Ancône                   | Ancône           | Ancône-Osimo                                   | Basilique mineure                     | 43° 37′ 31″ nord, 13° 30′ 36″ est |        |
| Saint-Venance                        | Fabriano                 | Ancône           | Fabriano-Matelica                              | Basilique mineure                     | 43° 20′ 07″ nord, 12° 54′ 14″ est |        |
| Saint-Septime                        | Jesi                     | Ancône           | Jesi                                           | Basilique mineure                     | 43° 31′ 29″ nord, 13° 14′ 46″ est |        |
| Sainte-Maison                        | Lorette                  | Ancône           | Lorette                                        | Basilique mineure, sanctuaire marial  | 43° 26′ 27″ nord, 13° 36′ 39″ est |        |
| Saint-Pierre-Apôtre                  | Senigallia               | Ancône           | Senigallia                                     | Basilique mineure                     | 43° 42′ 50″ nord, 13° 12′ 57″ est |        |
| Sainte-Mère-de-Dieu-et-Saint-Emidius | Ascoli Piceno            | Ascoli Piceno    | Ascoli Piceno                                  | Basilique mineure                     | 42° 51′ 13″ nord, 13° 34′ 42″ est |        |
| Notre-Dame-de-la-Mer                 | San Benedetto del Tronto | Ascoli Piceno    | San Benedetto del Tronto-Ripatransone-Montalto | Basilique mineure                     | 42° 57′ 07″ nord, 13° 52′ 40″ est |        |
| Notre-Dame-de-l'Assomption           | Fermo                    | Fermo            | Fermo                                          | Basilique mineure                     | 43° 09′ 40″ nord, 13° 42′ 59″ est |        |
| Très-Sainte-Annonciation             | Camerino                 | Macerata         | Camerino-San Severino Marche                   | Basilique mineure                     | 43° 08′ 09″ nord, 13° 04′ 06″ est |        |
| Saint-Jean (it)                      | Macerata                 | Macerata         | Macerata                                       | Cathédrale depuis 2023                | 43° 17′ 56″ nord, 13° 27′ 03″ est |        |
| Notre-Dame-de-l'Assomption           | Fano                     | Pesaro et Urbino | Fano-Fossombrone-Cagli-Pergola                 | Basilique mineure                     | 43° 50′ 37″ nord, 13° 00′ 55″ est |        |
| Notre-Dame-de-l'Assomption           | Pesaro                   | Pesaro et Urbino | Pesaro                                         | Basilique mineure                     | 43° 54′ 40″ nord, 12° 54′ 51″ est |        |
| Notre-Dame-de-l'Assomption           | Urbino                   | Pesaro et Urbino | Urbino-Urbania-Sant'Angelo in Vado             | Basilique mineure, patrimoine mondial | 43° 43′ 30″ nord, 12° 38′ 11″ est |        |

### Cocathédrales
| Édifice                    | Commune               | Province         | Juridiction                                    | Notes             | Coordonnées                       | Illus. |
| -------------------------- | --------------------- | ---------------- | ---------------------------------------------- | ----------------- | --------------------------------- | ------ |
| Saint-Léopard              | Osimo                 | Ancône           | Ancône-Osimo                                   | Basilique mineure | 43° 29′ 11″ nord, 13° 28′ 49″ est |        |
| Notre-Dame-de-l'Assomption | Montalto delle Marche | Ascoli Piceno    | San Benedetto del Tronto-Ripatransone-Montalto | Basilique mineure | 42° 59′ 19″ nord, 13° 36′ 32″ est |        |
| Saint-Grégoire-le-Grand    | Ripatransone          | Ascoli Piceno    | San Benedetto del Tronto-Ripatransone-Montalto | Basilique mineure | 42° 59′ 57″ nord, 13° 45′ 39″ est |        |
| Notre-Dame-de-l'Assomption | Cingoli               | Macerata         | Macerata                                       |                   | 43° 22′ 25″ nord, 13° 12′ 59″ est |        |
| Notre-Dame-de-l'Assomption | Matelica              | Macerata         | Fabriano-Matelica                              |                   | 43° 15′ 27″ nord, 13° 00′ 31″ est |        |
| Saint-Flavien              | Recanati              | Macerata         | Macerata                                       | Basilique mineure | 43° 24′ 23″ nord, 13° 32′ 38″ est |        |
| Saint-Augustin             | San Severino Marche   | Macerata         | Camerino-San Severino Marche                   |                   | 43° 13′ 44″ nord, 13° 10′ 32″ est |        |
| Saint-Caterve              | Tolentino             | Macerata         | Macerata                                       | Basilique mineure | 43° 12′ 35″ nord, 13° 17′ 14″ est |        |
| Très-Sainte-Annonciation   | Treia                 | Macerata         | Macerata                                       |                   | 43° 18′ 46″ nord, 13° 18′ 42″ est |        |
| Notre-Dame-de-l'Assomption | Cagli                 | Pesaro et Urbino | Fano-Fossombrone-Cagli-Pergola                 | Basilique mineure | 43° 32′ 50″ nord, 12° 38′ 56″ est |        |
| Saint-Aldebrand            | Fossombrone           | Pesaro et Urbino | Fano-Fossombrone-Cagli-Pergola                 |                   | 43° 41′ 20″ nord, 12° 48′ 20″ est |        |
| Saint-André                | Pergola               | Pesaro et Urbino | Fano-Fossombrone-Cagli-Pergola                 |                   | 43° 33′ 39″ nord, 12° 50′ 10″ est |        |
| Saint-Michel-Archange      | Sant'Angelo in Vado   | Pesaro et Urbino | Urbino-Urbania-Sant'Angelo in Vado             | Basilique mineure | 43° 39′ 55″ nord, 12° 24′ 42″ est |        |
| Saint-Christophe-Martyr    | Urbania               | Pesaro et Urbino | Urbino-Urbania-Sant'Angelo in Vado             |                   | 43° 40′ 04″ nord, 12° 31′ 24″ est |        |

### Anciennes cathédrales
| Édifice            | Commune             | Province | Notes                                           | Coordonnées                       | Illus. |
| ------------------ | ------------------- | -------- | ----------------------------------------------- | --------------------------------- | ------ |
| Saint-Étienne (it) | Ancône              | Ancône   | Détruite en 1174                                | 43° 36′ 50″ nord, 13° 30′ 59″ est |        |
| Saint-Julien       | Macerata            | Macerata | Cathédrale du diocèse de Macerata jusqu'en 2023 | 43° 18′ 03″ nord, 13° 27′ 24″ est |        |
| Saint-Séverin (it) | San Severino Marche | Macerata |                                                 | 43° 13′ 33″ nord, 13° 10′ 36″ est |        |
| Saint-Nicolas      | Tolentino           | Macerata | Basilique mineure                               | 43° 12′ 28″ nord, 13° 17′ 06″ est |        |